# 大光院 (名古屋市)
大光院（だいこういん）は、愛知県名古屋市中区大須二丁目7番25号にある曹洞宗の寺院。山号は興國山（こうこくさん）。本尊は釈迦牟尼仏。

## 歴史

### 清須での創建
慶長8年（1603年）、尾張国春日井郡清須（現・愛知県清須市）に清善寺（せいぜんじ）として創建された。開山の明嶺理察は武蔵国埼玉郡忍（現・埼玉県行田市）の清善寺6世で、松平忠吉は清須城に移ると、城下で廃寺となっていた雲門寺を再興するにあたって明嶺を招き、寺号を清善寺として、当寺も忍清善寺の末寺となった。

### 大須への移転
忠吉が慶長12年（1607年）に没すると明嶺が授けた忠吉の法名・大光院を取って寺号を改め、慶長15年（1610年）の清洲越しで愛知郡日置村（現・名古屋市中区大須2丁目）に移転、 山号を日置山としたが元禄年間（1688年 - 1704年）には興國山へと戻している。
享保19年（1734年）6月には火災で山門を含めて焼失、諸堂が再建されたのは安永8年（1779年）であった。文化5年（1808年）には烏瑟沙摩明王の別殿として明王殿が建立され、腰部の疾病に霊験があるとして女性の参拝が多く、その様子は「尾張名所図会」などにも描かれた。
安政年間（1854年 - 1860年）になると大光院の西側、大須観音や清安寺の墓地に囲まれた北野新地に旅役者のための宿が作られたが、やがてここに遊女が置かれるようになって事実上の遊廓となった。遊女の外出先として大光院への参拝を許していたことから、縁日には遊女も多く訪れて賑わった。

### 近代
1872年（明治5年）、諸堂を再建。大正時代には本堂や明王堂、山門、庫裡のほか、開山堂・位牌堂・僧堂・鎮守堂・鐘楼などがあったが、昭和初期の区画整理によって境内地に道路が作られることになり、明王殿などは従来より北に移され、1934年（昭和9年）に開通したこの通りは、大光院の朱塗りの山門から赤門通と命名された。また、僧堂については1939年（昭和14年）に覚王山日泰寺へと譲渡されている。

### 現代
1945年（昭和20年）の名古屋大空襲によって本堂が焼失した。戦後に名古屋市が実施した戦災復興土地区画整理事業に伴い、墓地は平和公園に移設された。1957年（昭和32年）には本堂と明王殿が竣工し、1966年（昭和41年）には山門が再建された。
2003年（平成15年）7月、本堂などが鉄筋コンクリート造で再建された。1階に本堂、観音堂、明王殿が、2階に書院があり､裏手に4階建の庫裏がある。設計者は浦野設計。

## 境内

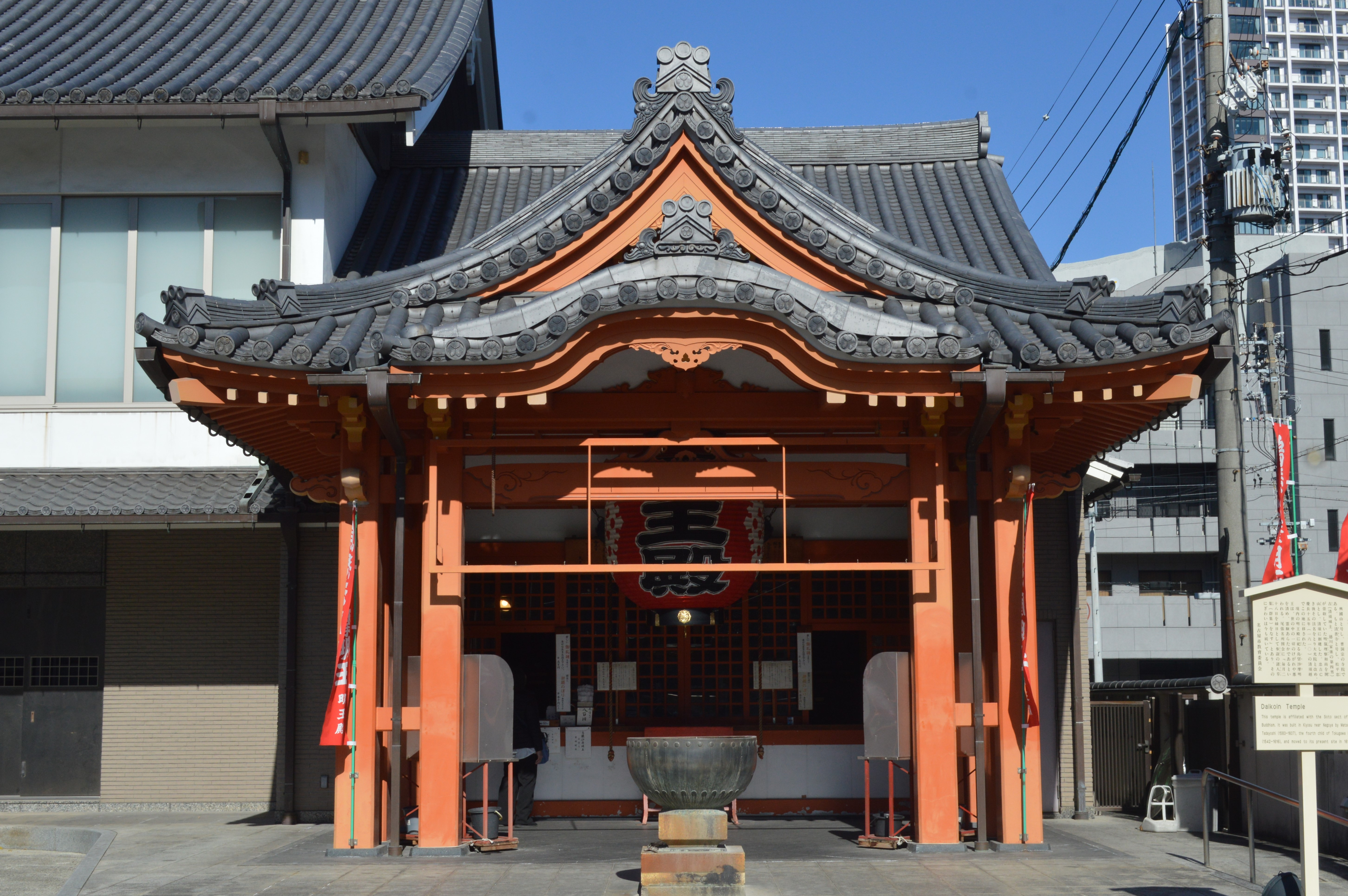
明王殿

境内では毎月28日に縁日が行なわれる。毎年10月の大須大道町人祭の際には、多くの大道芸人がその芸を見せる。
- 本堂 - 2003年（平成15年）7月完成。
- 明王殿 - 2003年（平成15年）7月完成。
- 山門 - 1966年（昭和41年）再建。朱塗りの薬医門。
- 手水舎

### 大光院墓地
かつては境内に、忍城の水攻めに対抗した成田長親や、尾張藩士の津金胤臣、細野要斎などの墓所が置かれていた。戦後には墓地が尾張丘陵の平和公園に移された。

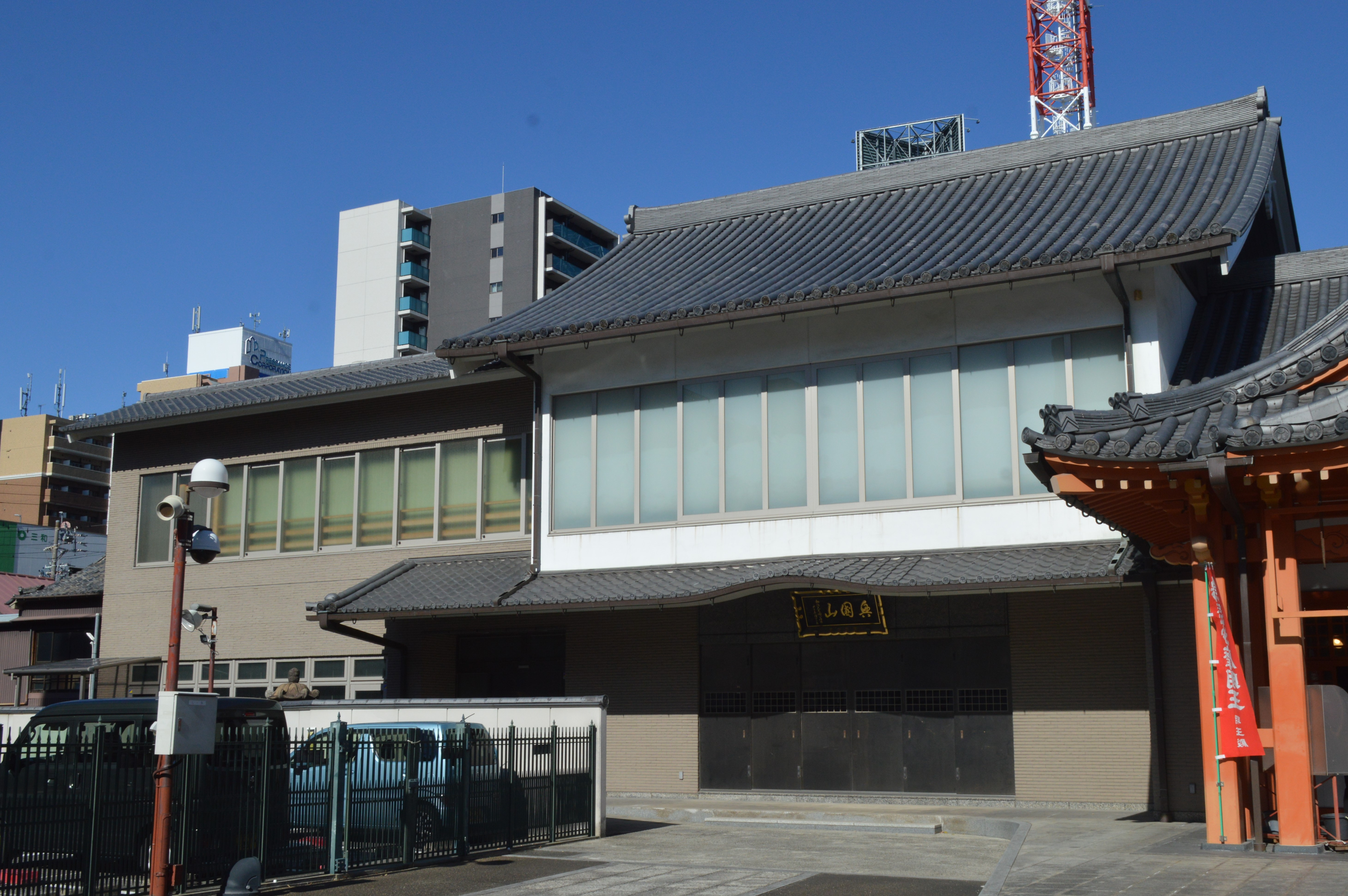
本堂
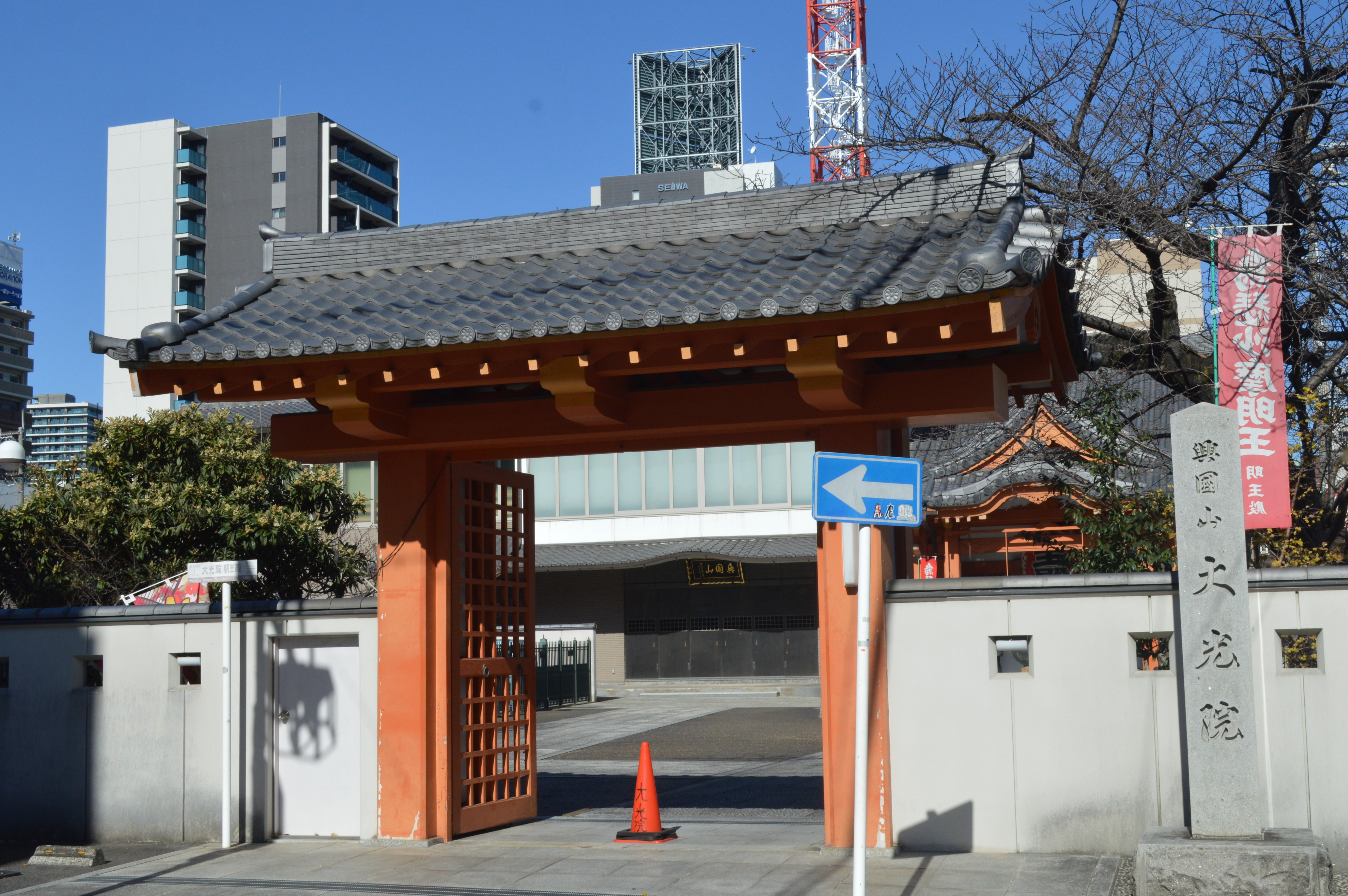
山門
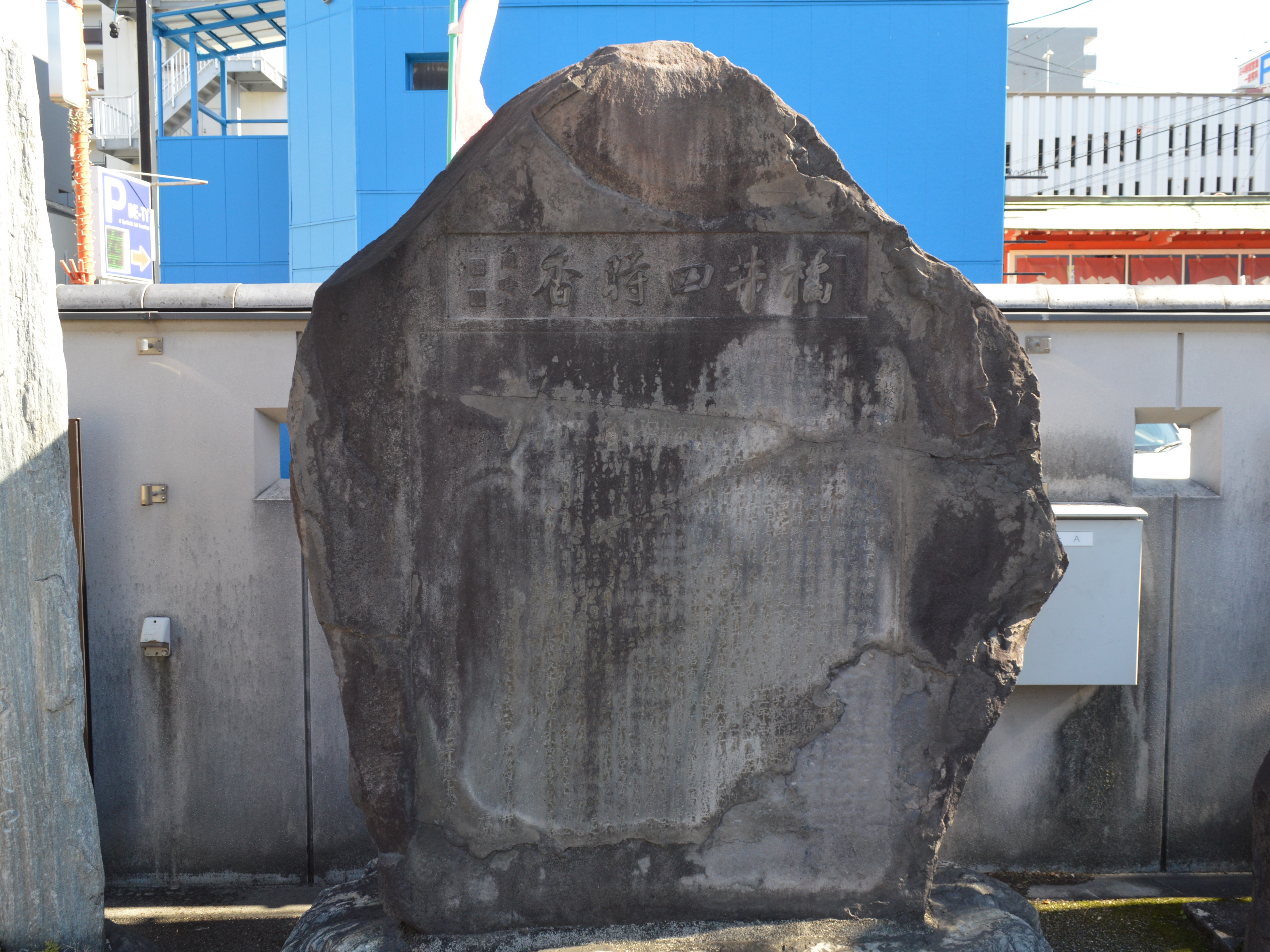
司馬凌海の頌徳碑「橘井四時香」
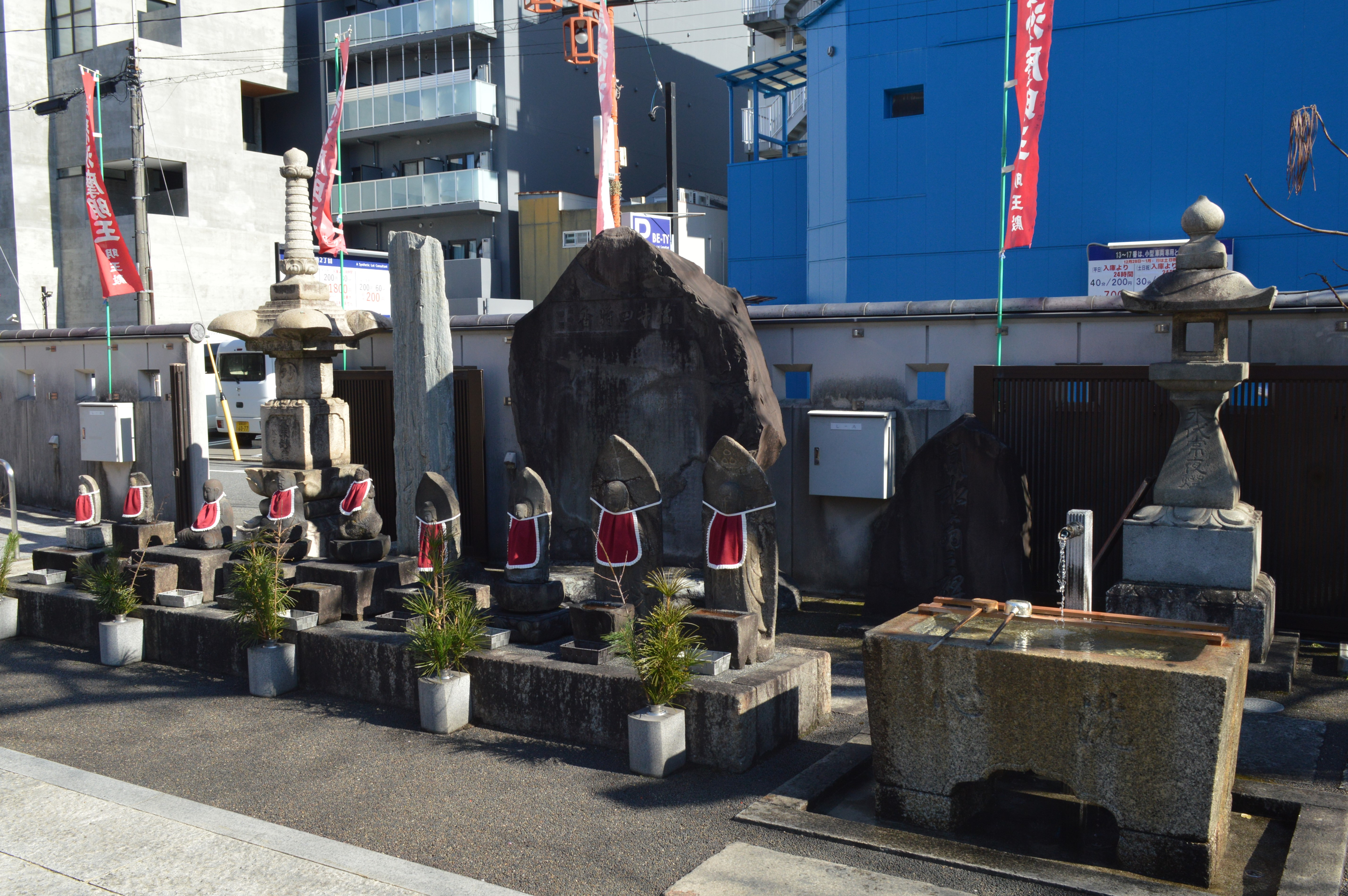
手水舎や地蔵
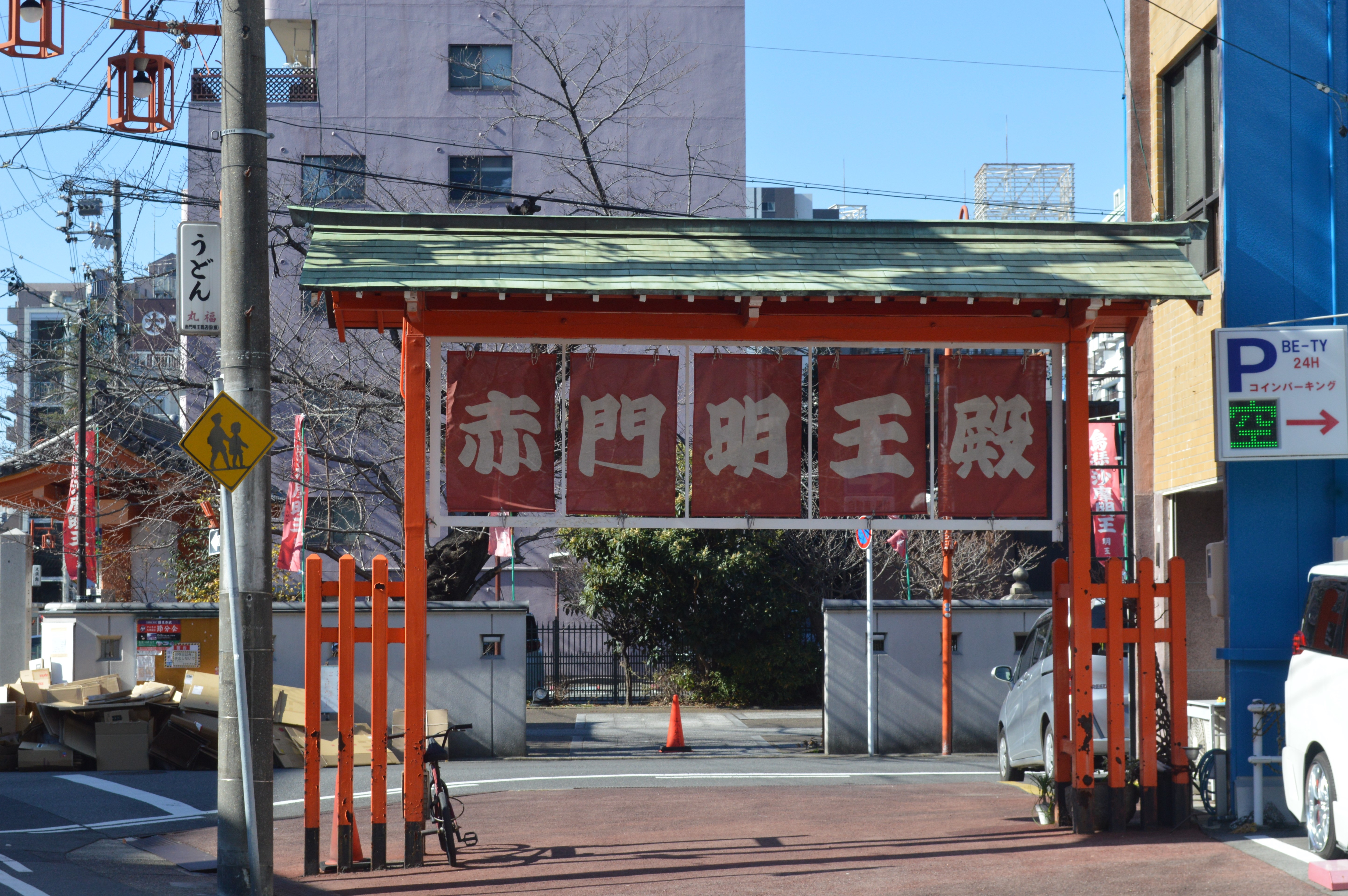
赤門明王殿の門
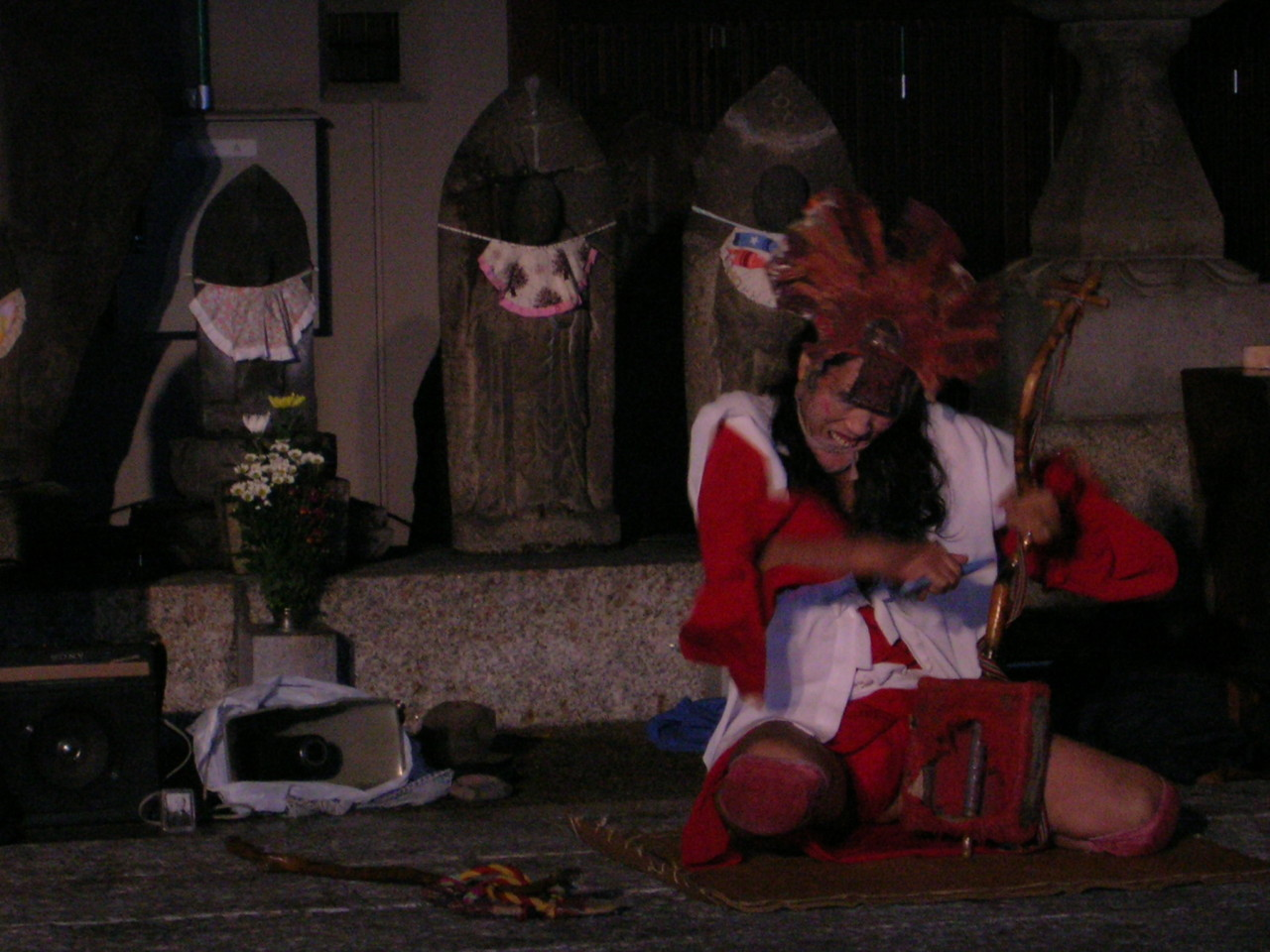
大須大道町人祭でのギリヤーク尼ヶ崎（2006年）
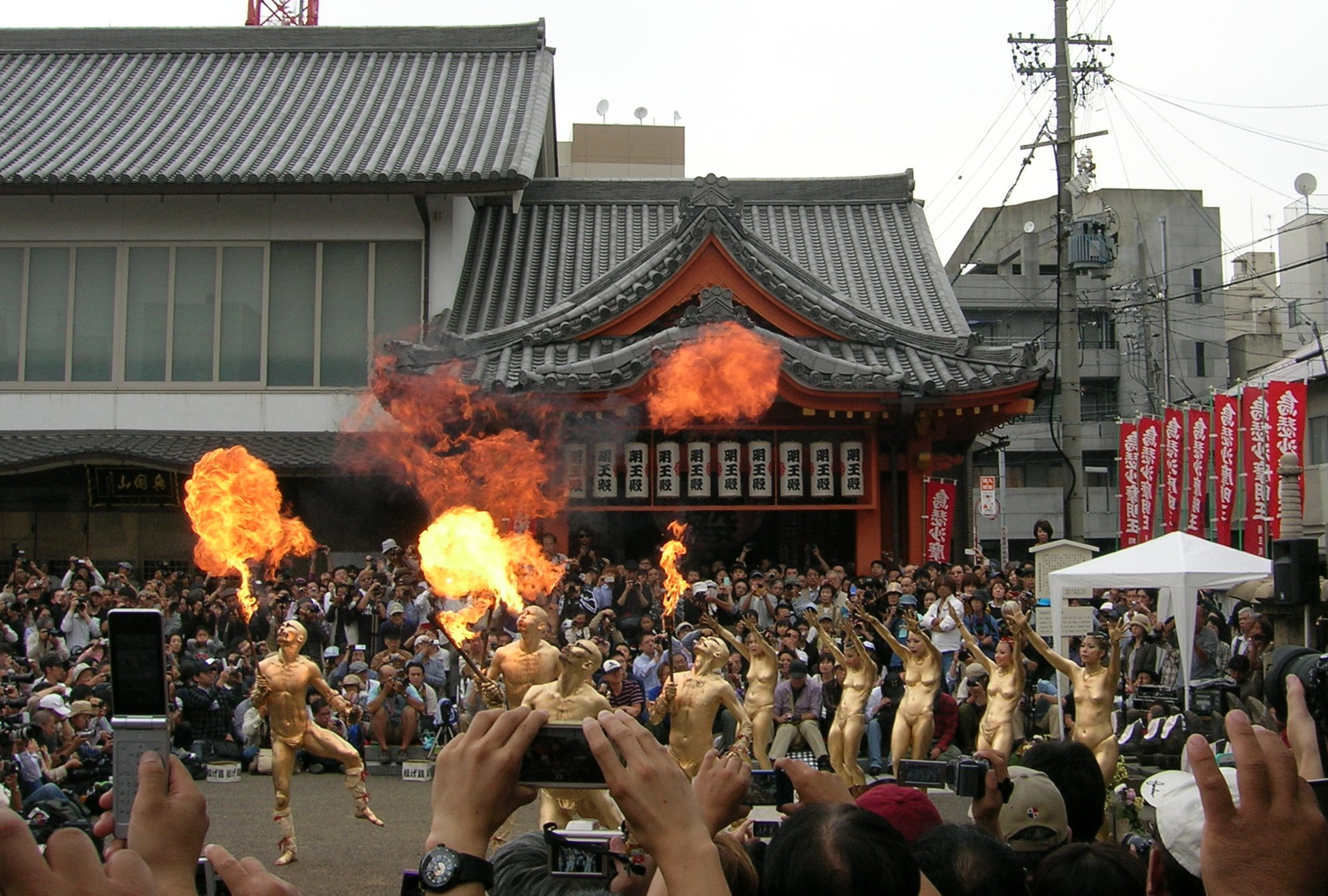
大須大道町人祭での大駱駝艦（2012年）
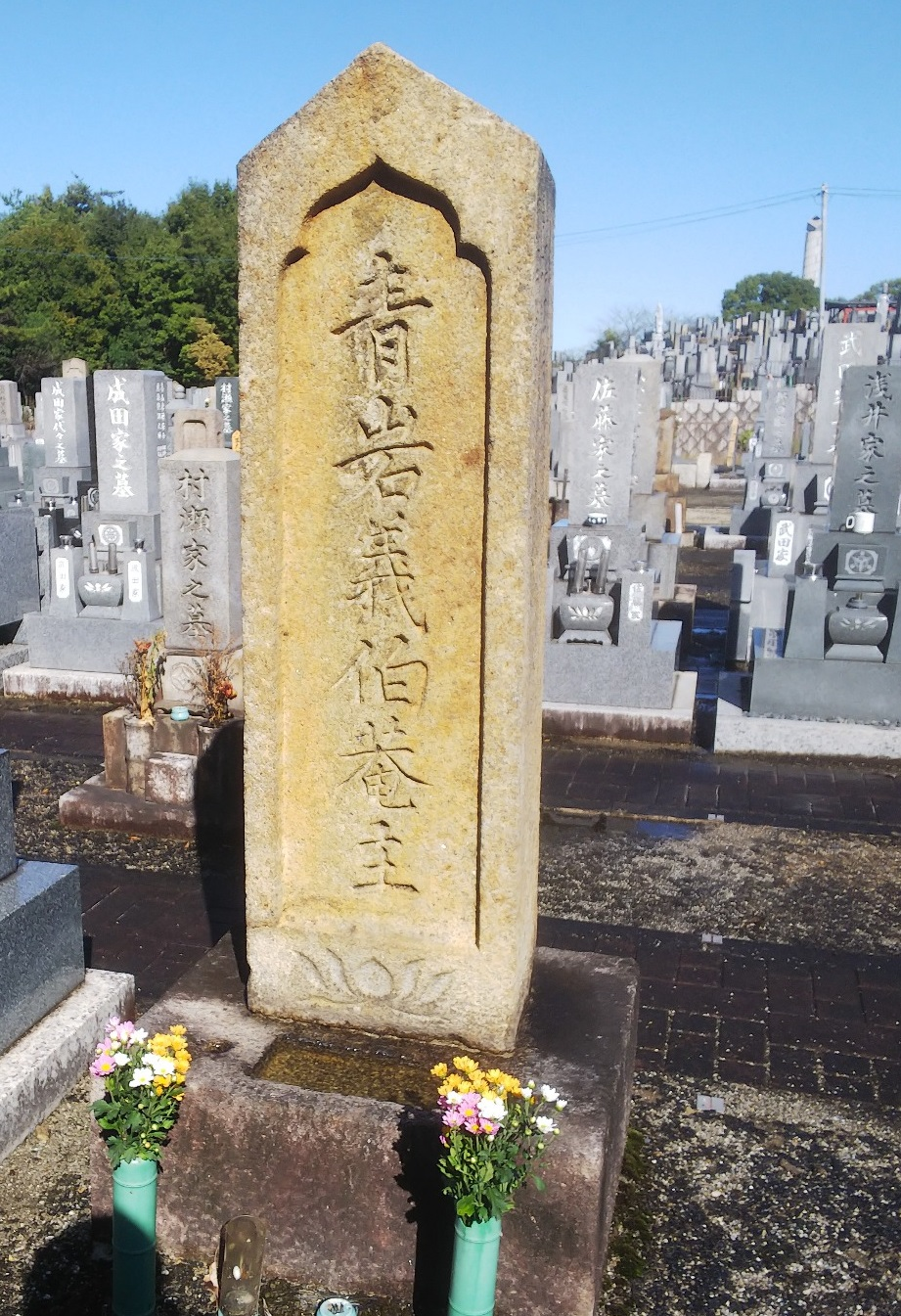
平和公園にある成田長親の墓

## 末寺
- 陽秀院（愛知県名古屋市）
- 聖応寺（愛知県豊明市）